# Bannière avant droite de Horqin
Pour les articles homonymes, voir Horqin.
La bannière avant droite de Horqin (科尔沁右翼前旗 ; pinyin : Kē'ěrqìn Yòuyì Qián Qí) est une subdivision administrative de la région autonome de Mongolie-Intérieure en Chine. Elle est placée sous la juridiction de la ligue de Xing'an.

## Démographie
La population de la bannière était de 369 868 habitants en 1999.